# CINEMA 3D
「CINEMA 3D」（シネマ3D）とは、LGエレクトロニクス製液晶テレビのブランド名である。2011年3月に世界市場向けに発売開始され、日本国内では2011年6月に「CINEMA 3D」テレビ（LW6500・LW5700）や「CINEMA 3D」モニター（D237IPS・D2000N・D2770・D2542P・D2242P・D2342P）などの製品リリースが続いている。「CINEMA 3D」の由来は、映画館で3D映像を見るときに使われる紙やプラスチックでできたシンプルなデザインの3Dメガネでも3D映像が気軽に楽しめるようにと命名された。本ブランド名は、日本国外においても用いられているが、本項では主に日本国内における製品について記述する。

## 概要
- 「CINEMA 3D」の最大の特徴は、3D方式にある。ソニーやシャープ、パナソニック、三菱、東芝（一部製品を除く）など日本のほとんどの大手電機メーカーが採用する「シャッターグラス方式」（SG方式）、または「アクティブシャッター方式」（AS方式）と呼ばれる方式とは一線を画し、LGのグループ会社である LGディスプレイによって生産される「FPR方式」（Film-type Patterned Retarderの略）、または「パッシブ方式」、「円偏光方式」などと呼ばれる技術を採用している。双方の方式については、特徴の欄を参考。
- 市場調査会社のディスプレーサーチが2011年11月21日までに公表した世界のテレビ市場に関する報告書によると、薄型テレビ市場世界シェア2位の13％（売上高ベース）を持つLGは、3Dテレビ市場の世界シェアを見ても、サムスン電子（30％）に次ぐ2位（14％）に位置しており、ソニーやパナソニック、シャープ、三菱、東芝などの日本メーカーよりも消費者から高い支持を得ている。[1]
- 「CINEMA 3D」の技術は、現時点でテレビやモニター、ノートパソコンなどで採用されている。今後は、日本市場においてスマートフォンにも同様の技術を内蔵した製品の販売も検討されている。
- テュフ・ラインランドが発行する安全規格に準じたTÜV認証マークを取得しているほか、世界的な第三者機関であるインターテックから日本メーカーで唯一、ちらつきの少ない3Dだとして認証を受けた。ドイツの第三者機関「VDE」からは3DモードでのFull HD認証を得ている。
- LGエレクトロニクス・ジャパンは、日本のゲーム産業の発展に寄与する「eスポーツJAPAN CUP」の主旨に賛同し、2年契約での協賛が決定した。2011年11月13日に開催された「LG CINEMA 3D Presents 第1回 eスポーツ JAPAN CUP」で同製品が使われた。[2]
- 本社が韓国ということもあり、韓流コンテンツ普及にも力を入れている。2012年初めには CINEMA 3DスマートTV専用の韓流コンテンツサービスを通じ、韓国の男性アイドルグループ「SUPER JUNIOR」の3Dミュージックビデオが公開される予定。[3]

## 特徴

### フリッカーフリー
フリッカー（ちらつき）は、映像を映し出す画面側の信号と、3Dメガネ側で左右のレンズが交互にオン・オフになるアクションとのズレが原因で、主にSG方式を採用したテレビで見受けられる。このちらつきによって引き起こされる頭痛やめまい、目の疲労などが「3Dは疲れる」などという印象をもたらしたと言われている。ちらつきなどが原因で大きな社会問題となった例は、1997年12月16日にテレビ東京および系列局(TXN)で放送されたテレビアニメ『ポケットモンスター』（ポケモン）の視聴者が光過敏性発作などを起こした事件、「ポケモンショック」などがある。また、国内外の企業で構成され、3D立体表示機器の開発、普及や3Dコンテンツの拡大の促進を図ることを目的とした団体「3Dコンソーシアム」では、「フリッカーが光過敏性てんかんを引き起こす可能性がある」という調査結果から、ちらつきが眼精疲労の原因であることを警告し、「3DC安全ガイドライン」を発行し、注意を呼びかけている。「CINEMA 3D」は、これらSG方式のような電子回路を使わず、偏光フィルムを採用することで、ちらつきのない3D映像を実現した。これをFPR方式といい、通常、ディスプレイ画面に左目・右目用の2つの映像を映し、電子回路を使用しない偏光フィルターを採用した3Dメガネを通じて映像を見ることで、チラつきを軽減した3D効果を作り出すため、3D映像を見ている人の目に過度な負担を与えないとされている。

### クロストークフリー
「CINEMA 3D」は、1,080本の水平画素1ラインごとに左右それぞれの映像を表示し、液晶パネルスクリーン上と3Dメガネの偏光フィルターを通じて見るので、他方式の技術では限界だった残像や画像のブレ（クロストーク）も解消し、左右の映像を同時に提供できる。そのため、よりクリアで鮮明な立体像を保てるとされている。

### 視野角
3Dメガネはこれまで、テレビ画面の正面以外では見にくいといった視聴範囲の狭さが指摘されていたため、複数での視聴は困難との声もあった。「CINEMA 3D」は、水平方向170°以上の視野角を持っているため、大勢の人が集まっても3Dコンテンツを鑑賞できるという利点を持つ。
また、SG方式の場合、映像を透過するメガネの角度とテレビ画面の角度が合っていなければ視聴できず、横たわったり寝ころんで見ることが不可能だったが、「CINEMA 3D」ではどの角度から見ても色合いの変化が極めて少ない「新IPSパネル」と、テレビ画面との電子的な同期が不要な偏光方式を採用したため、視野角内であればどんな姿勢でもリラックスして3D効果を体感できる。

### 明るさ
暗くなりがちだった家庭用3D機器の映像特性を「ライトブースト機能」により解消した。映像視聴時、従来の約2倍（LG製品比）という明るい映像をバックアップし、蛍光灯などの照明下でも明るくクリアな3D映像が見られる。

### TruMotion
動きのある影像で残像間を抑える倍速表示テクノロジー「TruMotion240」を搭載。デジタル映像技術により、あらなりに作り出したコマとLEDバックライトスキャンにより1秒間に240枚の影像を表示する。

### 2D→3D変換
独自の3D映像変換アルゴリズムが映像内のエッジ情報やカラー情報を正確に分析し、全体の構図の奥行きとここの部分の奥行き情報を算出し、ワンタッチで2D映像から3D映像へと切り替え可能なシステムを搭載した。

### 3Dメガネ
「CINEMA 3D」の偏光方式（FPR）のメガネは、FPR技術を採用したLGの3D製品なら他の製品（3Dテレビ、3DPCモニター、3Dモバイルディスプレイ、3D大型プロジェクター）でも共通して使用ができる互換性を持つ。また、SG方式のメガネより格安なため、追加購入も容易とされる。さらにSG方式メガネの場合、3Dを楽しむためにメガネを常に充電する必要があるため、長時間使用するには不便だが、FPR方式メガネはメガネ自体に特殊な電子回路が内蔵されていないため、充電する必要が一切なく、普通のメガネやサングラスのような感覚で使用できる。また、3Dメガネのバリエーションも多く、普段からメガネをかけている人にとって3Dコンテンツの利用は困難だったものの、自分のメガネの上からクリップで直接かけられるクリップオンタイプの3Dメガネが登場したことで、多くの人から支持を得ている。
また2011年11月28日に、ファッション性の高いメガネデザインで定評のあるフランスのメガネブランド「アランミクリ」とLGが共同で開発した3D視聴メガネ「アランミクリタイプ AG-F270」を発表した。発売は2011年12月上旬で、価格はオープン。推定市場価格は10,000円前後となる見通し。

## 機種一覧

### CINEMA 3Dテレビ
- ハイグレードモデル　55/47/42LW6500
- スタンダードモデル　47/42/32LW5700

LW5710は発売日不明

#### 付属機能
- テレビ機能

地上デジタル放送
BSデジタル放送
110度CSデジタル放送
フルハイビジョン
- 画質機能

TruMotion
インテリジェントセンサー（室内の明るさに合わせて最適な画質を自動調整）
- エンタテインメント機能

2D→3D変換
リアルシネマ24P（映画館で観たままの臨場感をテレビで再現）
アクトビラ（ブロードバンド回線に接続すれば、Full HDで高画質な映画やドラマ、音楽、アニメなどの映像が楽しめるサービス）
- 音質機能

インビジブルスピーカー
インフィニットサラウンド
クリアボイスII
- その他の機能

インフィニアリンク
外付けUSBハードディスク録画対応（最大1台まで接続可能・対応ハードディスクドライブはアイ・オー・データ機器とバッファローの2社の一部製品が接続確認済み）
HDMI接続端子
USB接続端子
LW5700シリーズは各モデル専用壁掛け金具（別売り）を使用すれば、壁掛けが可能
テレビスタンドは全モデル組み立て式

### CINEMA 3Dモニター
- D237IPS/D2770P/D2542P/D2242P/D2342P/
- D2000N（裸眼3D液晶モニター）

モニターはテレビと同様に3Dメガネが同梱されている。

## 型番法則
「CINEMA 3D」の型番は、一般的に「インチ数→LW→数字4桁」で表されており、東芝のREGZAと同様、型番にハイフンが存在しない（INFINIAも同様の法則）。モニターのモデルコードは「D→インチ数→数字1－2桁→アルファベット1-3」で表される。セカンドテレビ用として販売した製品など一部例外もある。

## CM
- 「メガネ」篇　30/15秒
- 「みんなで」篇　30/15秒

出演者　向井理/リリー・フランキー